# Stora Brandsvattnet
Stora Brandsvattnet är en sjö i Storumans kommun i Lappland och ingår i Umeälvens huvudavrinningsområde. Sjön har en area på 0,744 kvadratkilometer och ligger 877,2 meter över havet. Stora Brandsvattnet ligger i Vindelfjällen Natura 2000-område.

## Delavrinningsområde
Stora Brandsvattnet ingår i det delavrinningsområde (733233-146130) som SMHI kallar för Utloppet av Stora Brandsvattnet. Medelhöjden är 944 meter över havet och ytan är 3,45 kvadratkilometer. Det finns inga avrinningsområden uppströms utan avrinningsområdet är högsta punkten. Vattendraget som avvattnar avrinningsområdet har biflödesordning 2, vilket innebär att vattnet flödar genom totalt 2 vattendrag innan det når havet efter 434 kilometer. Avrinningsområdet består mestadels av kalfjäll (78 procent). Avrinningsområdet har 0,74 kvadratkilometer vattenytor vilket ger det en sjöprocent på 21,5 procent.